# بخش شورت کریک (شهرستان هریسون، اوهایو)
بخش شورت کریک (به انگلیسی: Short Creek Township) یک منطقهٔ مسکونی در ایالات متحده آمریکا است که در شهرستان هریسون، اوهایو واقع شده‌است.
 بخش شورت کریک ۷۹٫۳ کیلومتر مربع مساحت و ۱٬۰۹۰ نفر جمعیت دارد و ۲۸۸ متر بالاتر از سطح دریا واقع شده‌است.